# Pilar dels Nautes
El Pilar dels Nautes és una columna monumental gal·loromana erigida en honor de l'emperador Tiberi pels nautes parisencs de Lutècia. Es tracta del monument més antic de la ciutat de París. Els experts no tenen clar si es tractava d'una sola columna o bé de quatre altars votius independents, ja que consta de quatre blocs. Estava guardada en un temple dedicat a Júpiter. Actualment està dins del museu de la residència de Cluny.

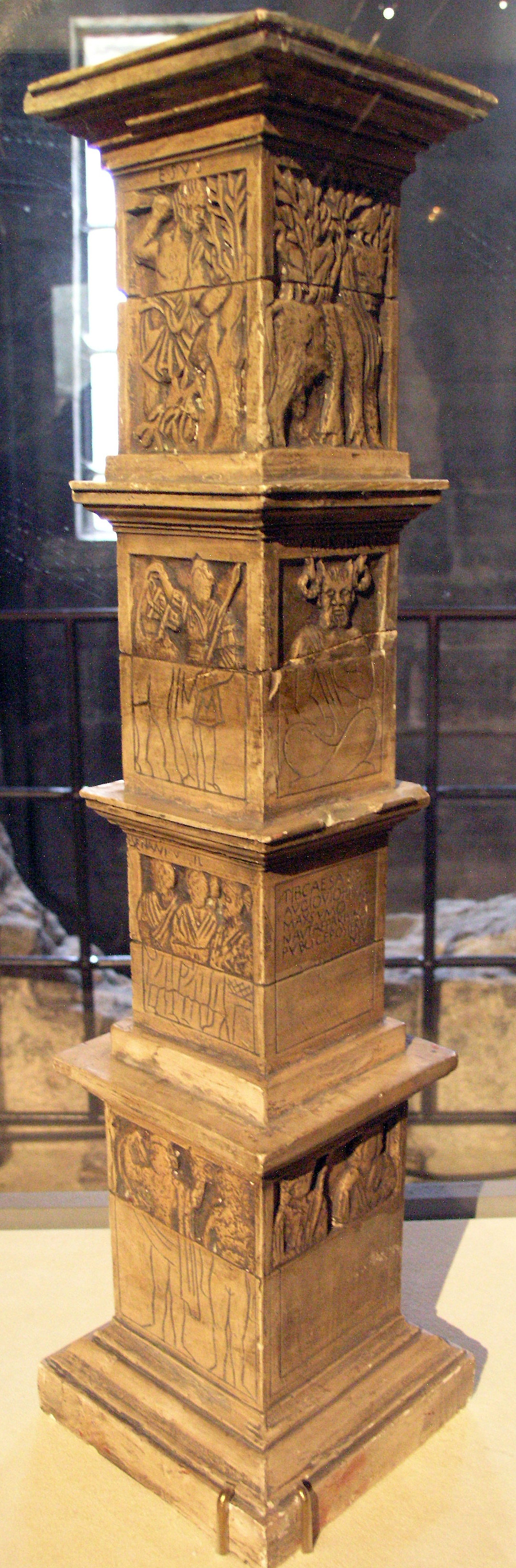
Reconstrucció del pilar dels nautes

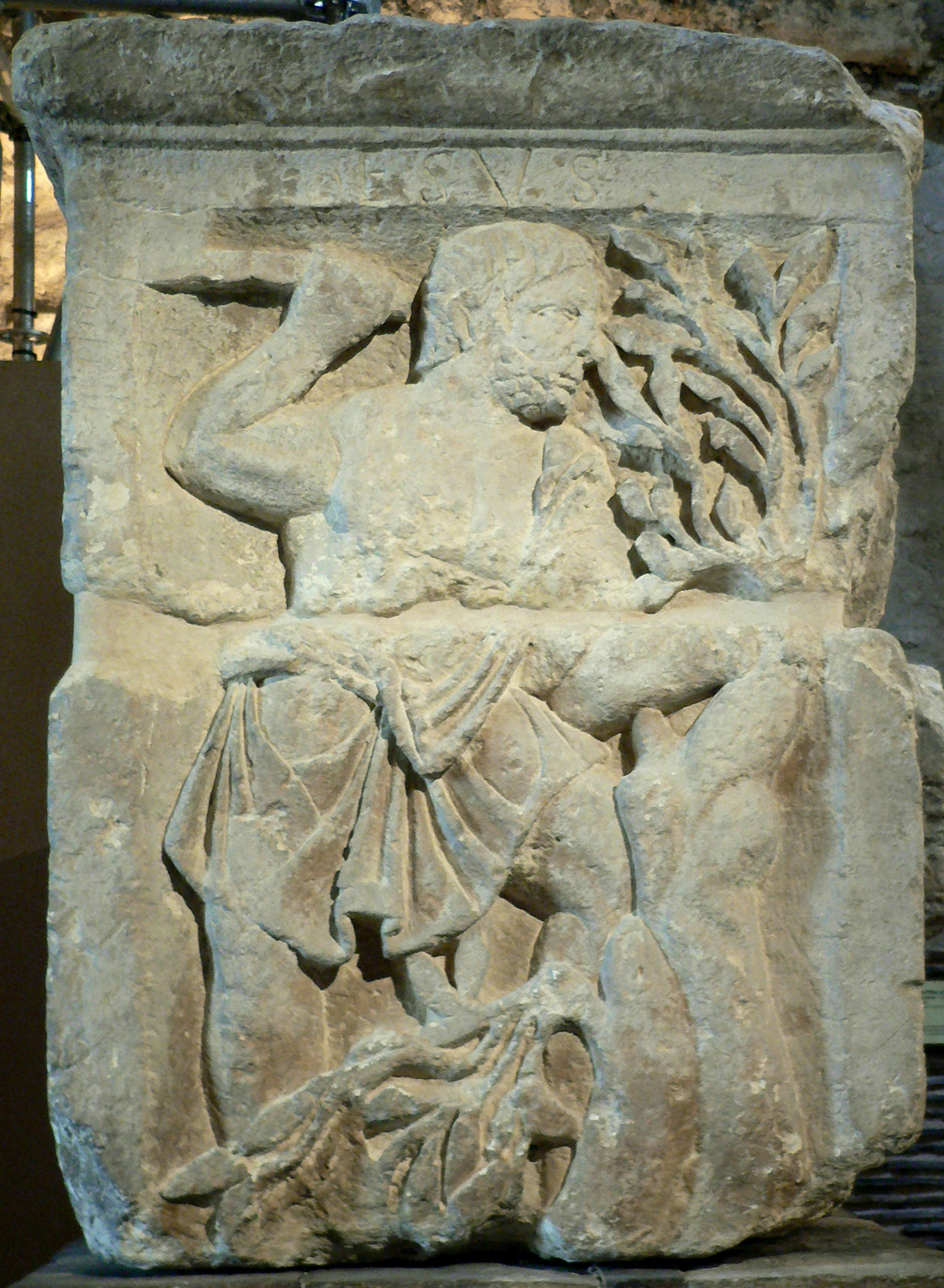
Esus, déu gal de l'agricultura, el comerç i de la guerra

## Història
El pilar dels nautes va ser trobat el 1711 durant unes excavacions fetes sota els fonaments de l'altar de la catedral de Notre-Dame de París. Aquestes excavacions van ser fetes per ordre de Lluís XIV, que, en compliment de les darreres voluntats de son pare, volia restaurar el cor de la catedral. Actualment és exposat a la sala del frigidari de les termes de Cluny, situades a la residència de Cluny de París.
En el moment del seu descobriment va causar gran sensació, molta gent es va adreçar a la catedral per veure'l. La majoria ignoraven que la catedral estava construïda sobre les ruïnes d'un temple dedicat a Júpiter; però el que més atreia la curiositat de la gent era la inscripció i el seu significat. Per exemple, es conserven unes cartes del filòsof Gottfried Wilhelm Leibniz, enviades a Sofia del Palatinat que tracten sobre aquest tema.
Després s'ha sabut que els esmentats Nautes eren una confraria d'armadors mariners que navegaven pels rius i costes de la Gàl·lia. Es devia tractar d'armadors o de comerciants bastant benestants, ja que era en llurs llinatge que les altres confraries de navegants escollien habitualment els seus patrons.

## Descripció
És un conjunt de quatre altars, apilats l'un damunt de l'altre, fets de pedra de l'Oise. El conjunt fa 5m i descansa sobre una base també de pedra. Aquests blocs estan guarnits de baixos relleus que representen escenes diverses, en les quals apareixen divinitats gal·les i romanes. També hi ha una inscripció en llatí:
TIB CAESARE
AVG IOVI OPTVMO MAXSVMO NAVTAE PARISIACI PVBLICE POSIERVNT

## Iconografia

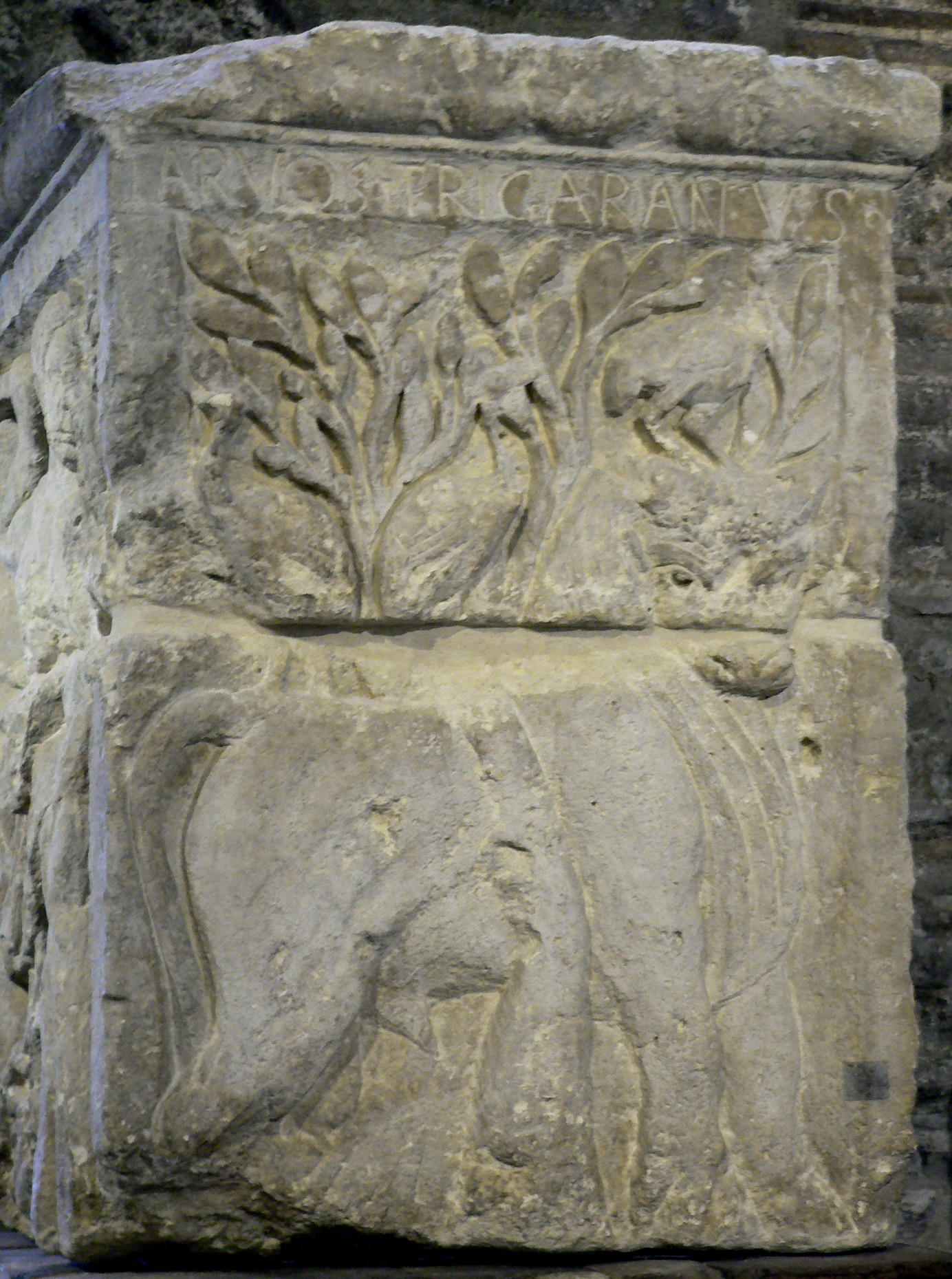
El bou Tarvos Trigaranus

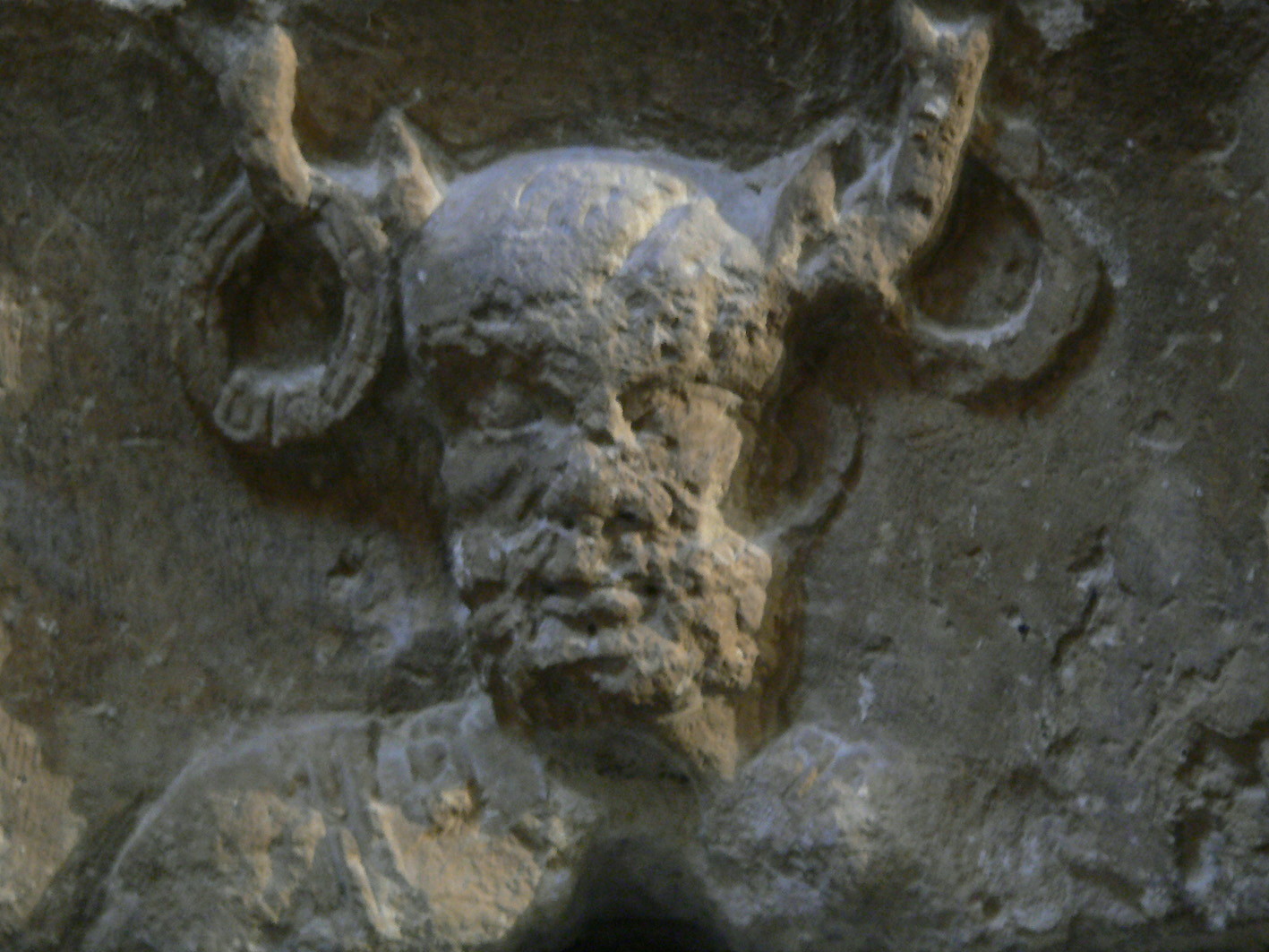
Cernunnos, el déu gal dels boscos de cérvols

Una mostra de la importància social dels Nautes és la seva aparició en els relleus: se'ls veu desfilar amb armes (escuts i pílums), privilegi atorgat pels romans als més dignes, cosa que hauria estat excepcional mig segle abans de la conquesta de la Gàl·lia per l'exèrcit romà.
En els relleus es troben algunes escenes de la mitologia romana:
- Júpiter, portant el llamp i acompanyat d'una àguila,
- Mart, vestit de guerrer, amb cuirassa i arma, amb la capa de general, el paludamentum, plegat sobre el braç,
- Vulcà el déu forjador,
- Mercuri, protector del comerç,
- Fortuna, portadora de la bona sort i les oportunitats,
- Venus, que afavoria la fecunditat,
- els Dioscurs Càstor i Pollux, patrons de la cavalleria.

També hi ha representats els déus gals:
- Esus, que apareix en acció d'arrencar un arbre,
- Smertrios, que surt com un home jove amb una maça a punt de matar una serp,
- Tarvos trigaranus, una divinitat en forma de bou que porta tres grues al llom,
- Cernunnos, un déu de rostre humà amb banyes de bou guarnides amb anelles.

## Interpretació
Segons l'opinió d'alguns historiadors els Nautes volien guanyar amb la donació al temple d'aquesta columna, la confiança amb l'Imperi Romà sense perdre la fidelitat als déus celtes que havien protegit les seves famílies des de sempre, acceptant la La interpretatio romana. La construcció de la columna va ser contemporània a la prohibició de les reunions de druides. En donar figura humana als déus gals, els Nautes van contribuir a destruir la posició d'intermediaris que els druides tenien entre els déus i els humans.7. Possiblement durant un temps els altars que conformen el pilar van estar situats all llindar del lloc al bosc on es reunien els druides i després va ser portat al temple de Júpiter.
El 2017 l'associació Gladius Scutumque de l'île de la Cité, va iniciar un projecte de reconstrucció d'aquest monument.